# Referendum w Nowej Kaledonii w 2021 roku
Referendum w sprawie niepodległości Nowej Kaledonii zostało przeprowadzone 12 grudnia 2021 roku.

## Podłoże
Było to ostatnie z trzech referendum niepodległościowych w tym zamorskim terytorium Francji zgodnie z porozumieniem z Numei. Pierwsze odbyło się 4 listopada 2018 roku. Większość mieszkańców wyspy zagłosowało wówczas, żeby pozostać we Francji. W tym wypadku referendum mogło zostać powtórzone na pisemne żądanie 1/3 posłów Kongresu, dwukrotnie, odpowiednio w ciągu 2 i 4 lat od pierwszego głosowania. W 2020 roku doszło drugiego referendum, które również zakończyło się zwycięstwem przeciwników niepodległości terytorium. W kwietniu 2020 roku partie opowiadające się za niepodległością wyspy złożyły żądanie o przeprowadzenie kolejnego i ostatniego referendum. Referendum zaplanowano na 12 grudnia 2021 roku.

## Bojkot referendum przez partie niepodległościowe
20 października 2021 roku Front Narodowego i Socjalistycznego Wyzwolenia Kanaków (FLNKS) wezwał rząd francuski do przełożenia referendum na 2022 rok w związku z dużą liczbą zachorowań i zgonów na COVID-19 wśród rdzennej ludności. Przedstawiciele partii antyniepodległościowych skrytykowali chęć zmiany daty referendum argumentując tym, że na Nowej Kaledonii zaszczepiło się 66% mieszkańców terytorium, zaś począwszy od 28 października 2021 roku liczba potwierdzonych przypadków zachorowania malała. FLNKS wezwał do bojkotu referendum niepodległościowego i oskarżył władze francuskie i partie antyniepodległościowe terytorium o wykorzystywanie kryzysu spowodowanego pandemią COVID-19 do wpływania na opinię publiczną.
W listopadzie 2021 roku partie niepodległościowe oświadczyły, że nie uznają wyników referendum, nawet jeśli zakończy się dla nich zwycięstwem.

## Pytanie referendalne

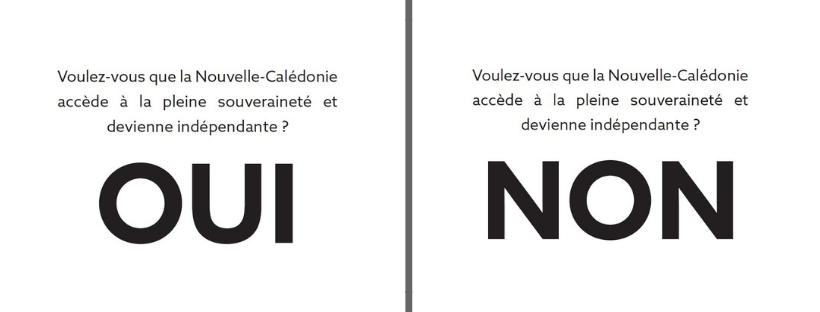

Pytanie wybrane do referendum w sprawie niepodległości w 2018 r. i 2020 r. zostało zachowane w 2021 r.:
„Voulez-vous que la Nouvelle-Calédonie accède à la pleine souveraineté et devienne indépendante?” („Czy chcesz, aby Nowa Kaledonia uzyskała pełną suwerenność i stała się niepodległa?”).

## Wynik referendum

### Ogólnopaństwowe
96,49% mieszkańców uczestniczących w referendum odrzuciło niepodległość Nowej Kaledonii. Frekwencja wyniosła 43,90%
| Wybór                               | Głosy   | %     |
| ----------------------------------- | ------- | ----- |
| Za                                  | 2755    | 3,51  |
| Przeciw                             | 75 765  | 96,49 |
| Głosy ważne                         | 78 520  | 97,01 |
| Puste głosy                         | 1 142   | 1,41  |
| Nieważne głosy                      | 1 276   | 1,58  |
| Razem                               | 80 938  | 100   |
| Zarejestrowani wyborcy / frekwencja | 184 367 | 43,90 |

Udział w głosowaniu
| Głosy na „Tak” (3,51%) |  |  | Głosy na „Nie” (96,49%) |
| ▲                      |  |  |                         |
| Absolutna większość    |  |  |                         |

### Według prowincji
| Wybór                             | Głosy  | %     |
| --------------------------------- | ------ | ----- |
| Tak                               | 440    | 6,53  |
| Nie                               | 6295   | 93,47 |
|                                   |        |       |
| Ważne głosy                       | 36 426 | 98,98 |
| Puste głosy                       | 129    | 0,35  |
| Nieważne głosy                    | 248    | 0,67  |
| Razem                             | 36 803 | 100   |
| Zarejestrowani wyborcy/frekwencja | 41 349 | 89,01 |

| Wybór                             | Głosy   | %     |
| --------------------------------- | ------- | ----- |
| Tak                               | 2180    | 3,8   |
| Nie                               | 68 667  | 96,92 |
|                                   |         |       |
| Ważne głosy                       | 70 847  | 97,15 |
| Puste głosy                       | 983     | 1,35  |
| Nieważne głosy                    | 1092    | 1,50  |
| Razem                             | 72 922  | 100   |
| Zarejestrowani wyborcy/frekwencja | 120 419 | 60,56 |

| Wybór                             | Głosy  | %     |
| --------------------------------- | ------ | ----- |
| Tak                               | 135    | 14,39 |
| Nie                               | 803    | 85,61 |
|                                   |        |       |
| Ważne głosy                       | 938    | 93,43 |
| Puste głosy                       | 37     | 3,69  |
| Nieważne głosy                    | 29     | 2,89  |
| Razem                             | 1004   | 100   |
| Zarejestrowani wyborcy/frekwencja | 22 120 | 4,54  |